# Jakovlev Jak-1
Jakovlev Jak-1 är ett sovjetiskt lågvingat jaktplan från andra världskriget som konstruerades av Aleksandr Jakovlev.
Jak-1 var det första jaktflygplanet i Jak-familjen som senare utvecklades i ett flertal varianter och modeller. Det var ett av Sovjetunionens mest framgångsrika och använda jaktplan under andra världskriget, där en tredjedel av det sovjetiska flygvapnets flottiljer var utrustade med Jak-1. Planet deltog i militära operationer fram till krigsslutet. 
Flygplanet är, som de flesta flygplan från slutet av 1930-talet, tillverkat av en blandning av trä, stål, duk och aluminium. Flygplanet var lågvingat med infällbara landställ och vid vinterbruk kunde landstället förses med skidor. Motorn var en sovjetisk M-105PA vätskekyld V-12 på 1 100 hk, utvecklad från Hispano-Suiza 12V. Under vingarna fanns sex skenor som kunde förses med RS-82 raketer samt två pyloner som kunde bära 100 kg bomber vardera. 
Jak-1 visade sig ha stora fördelar vid lågflygningsoperationer och övertrumfade de flesta motståndarna med sin manöverförmåga och stabilitet i luften. Eftersom typen var stadig och stabil i luften var det lätt även för otränade piloter att utföra uppdrag. Detta var extra viktigt under krigstid då många piloter bara fick tre dagars stridsutbildning efter den grundläggande flygutbildningen före sitt första stridsuppdrag. 
En Jak-1 erövrades av Luftwaffe då en rysk pilot överlämnade sig och sitt flygplan. Luftwaffe provflög och utövade teststridsflygning mot sina egna flygplan för att se vilka svagheter som kunde användas vid luftstrid. De tyska proven visade att flygplanet var utrustat med för svag motor och beväpning, och taktiken blev att försöka få upp striden på hög höjd. 
Flera sovjetiska piloter blev ess med en Jak-1. Mest känd är kanske den kvinnliga piloten Lidia Litvak, som besegrade tolv fiender i luftduell innan hon själv blev nedskjuten och omkom över Orjol 1 september 1943. Hon blev 21 år. 
Prototypen flög första gången i januari 1940 och serieproduktionen inleddes under september 1940 vid fabrik 301 i Moskva. När tyska armén stod utanför Moskva flyttades tillverkningen till Novosibirsk. Med alla varianter inkluderat så tillverkades totalt 8 721 flygplan fram till sommaren 1943. 
Ur Jakovlev Jak-1 utvecklades senare Jakovlev Jak-3, Jakovlev Jak-7 och Jakovlev Jak-9.

## Varianter
- Jak-1 - Grundmodell med två st 7,62mm ShKAS kulsprutor, med en M-105PA-motor.
- Jak-1B - Modifierad Jak-1 där bakkroppen var smalare och huven ersatt med bubbelhuv och beväpnad med en 12,7 mm UBS synkroniserad kulspruta, samt en M-105PF-motor vilket medförde att höghöjdsegenskaperna blev bättre.
- Jak-1M - Som Jak-1B men med en mängd modifieringar av kropp och vinginfästningar.

Utöver ovanstående tillverkades en mängd varianter som inte tilldelades något eget variantnamn.